# Pârâul Mare, Trotuș
Pârâul Mare este un curs de apă, afluent al râului Trotuș. 